# Ghetts
Justin Clarke, bättre känd under sitt artistnamn Ghetts (tidigare Ghetto), född 9 oktober 1984 i Plaistow i London, är en brittisk rappare och låtskrivare inom genren grime med karibiska rötter från Jamaica och Grenada. Hans musik har spelats på radiostationer som BBC Radio 1, Kiss 100, BBC Asian Network och BBC Radio 1Xtra och är för tillfället signad för ett skivbolag vid namn Disrupt. Den 9 mars 2014 släppte han sitt debutalbum Rebel With a Cause. Han har även varit medlem i kollektivet NASTY Crew.